# سوق مزارعين

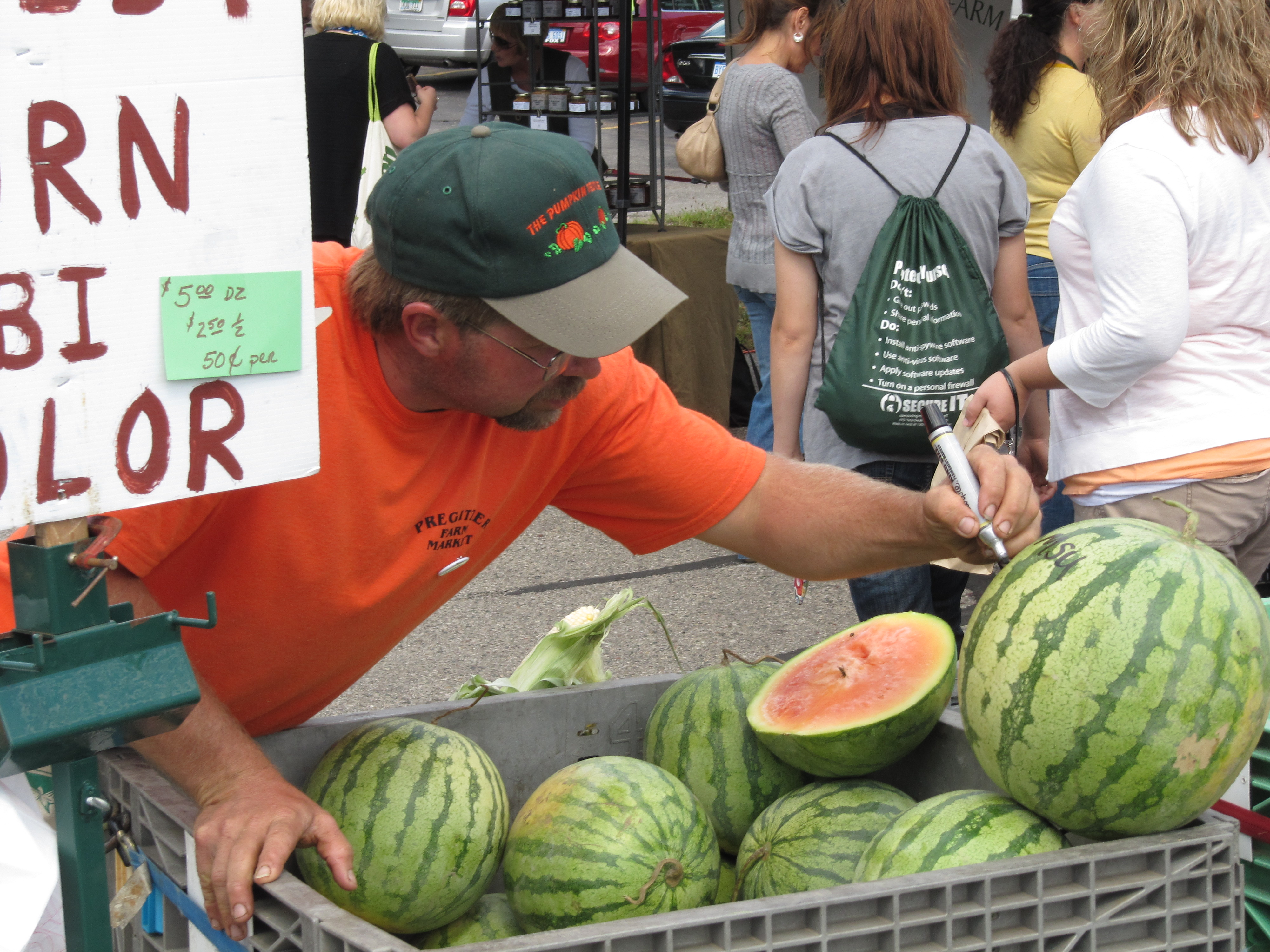
سوق مزارعين في مدينة لانسنغ بولاية ميشيغان الأمريكية خلال فصل الخريف

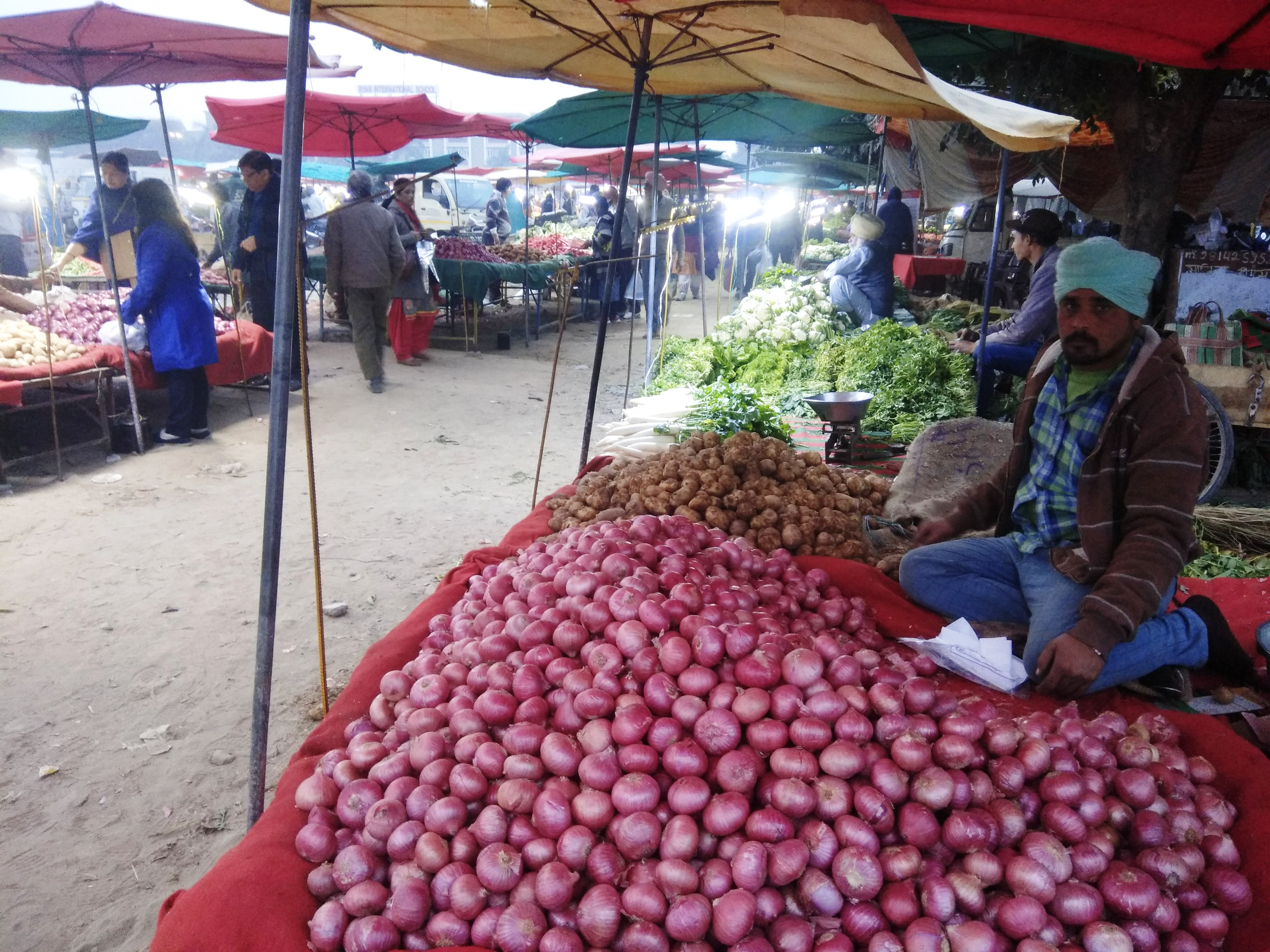
سوق مزارعين في مدينة شانديغار الهندية

سوق المزارعين هو سوق للبيع بالتجزئة يهدف إلى بيع الأطعمة بصورة مباشرة من المزارعين للمستهلك. ربما تكون أسواق المزارعين في الداخل أو في الهواء الطلق وتتكون عادةً من أكشاك أو طاولات أو منصات حيث يبيع المزارعون منتجاتهم المحلية والنباتات والمواشي، وأحياناً الأطعمة والمشروبات الجاهزة. توجد أسواق المزارعين في العديد من البلدان في جميع أنحاء العالم وتعكس الثقافة والاقتصاد المحليين. يمكن أن يكون حجم السوق صغيرًا أو مجرد عدد قليل من الأكشاك أو يمكن أن يكون كبيراً مثل العديد من أحياء المدينة. نظراً لطبيعتها، فإنها تميل إلى أن تكون أقل انضباطاً من متاجر بيع المنتجات بالتجزئة.
يختلف هذا النوع من الأسواق عن الأسواق العامة والتي تتواجد عادةً في منشآت ومبان دائمة وتكون مفتوحة طوال العام وتعرض مجموعة متنوعة من الباعة من غير المزارعين/غير المنتجين، والأطعمة المعلبة والمنتجات غير الغذائية.

## التاريخ

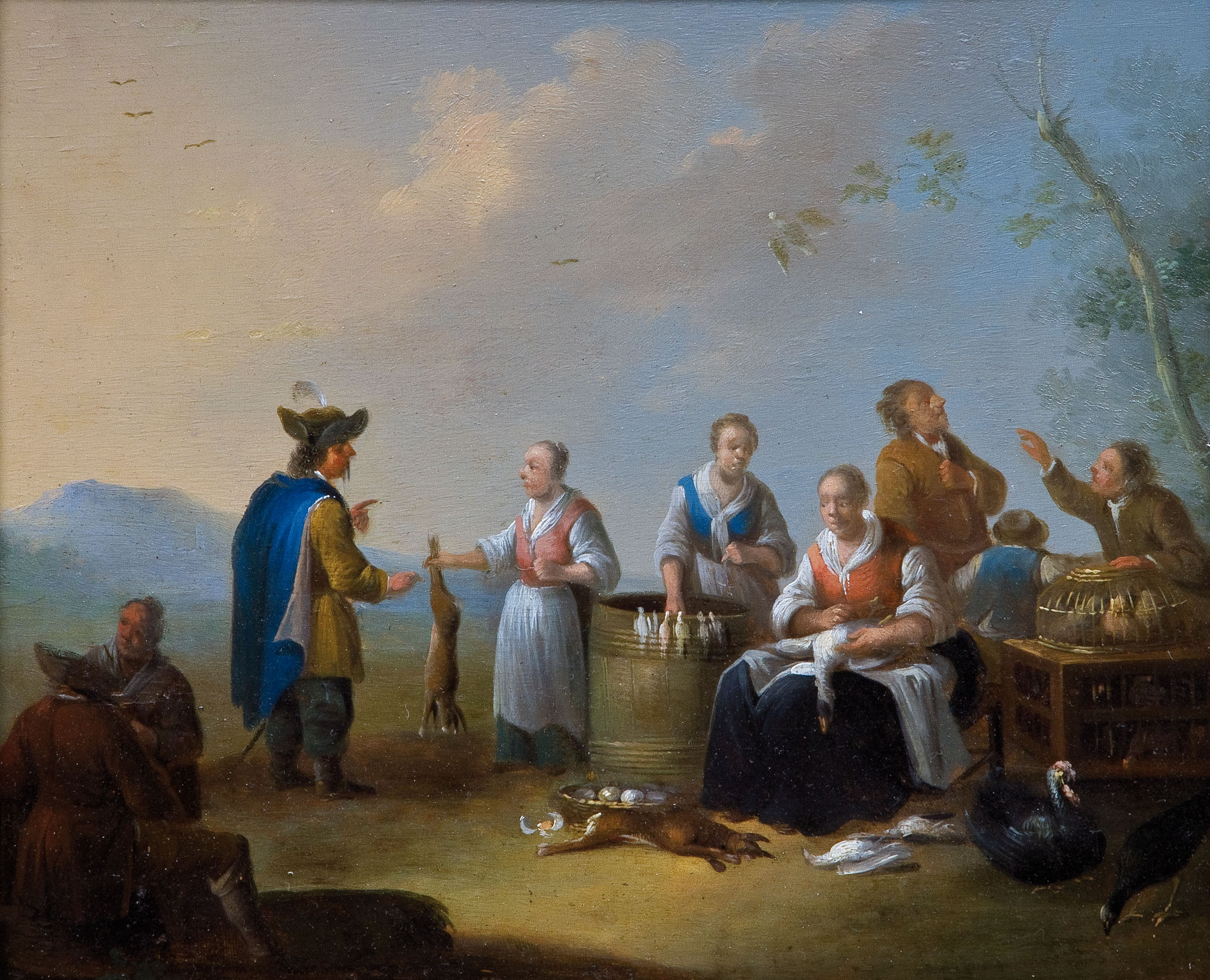
نساء تعرضن أرانب وطيور بريَّة للبيع (القرن الثامن عشر-التاسع عشر)

يشبه المفهوم الحالي لسوق المزارعين المفاهيم السابقة ولكنه يختلف فيما يتعلق بالنماذج الأخرى، إذ تستمر جوانب تجارة التجزئة للمستهلكين إجمالاً في التغير بمرور الوقت. وجدت أشكال مماثلة قبل العصر الصناعي، ولكنها غالباً ما شكّلت جزءاً من الأسواق الأوسع، إذ تجمّع مورِّدو المواد الغذائية والسلع الأخرى لبيع سلعهم بالتجزئة. بدأت المحطات التجارية[متى؟] بالانتقال باتجاه تجار التجزئة الذين باعوا منتجات الآخرين أكثر من منتجاتهم. واصلت المتاجر العامة ومحلات البقالة اتجاه التخصص هذا في تجارة التجزئة وتحسين تجربة المستهلك، في حين تزال بعيداً من الإنتاج ومن تعقيدات الإنتاج المتنامية.
تعتمد مزايا إنتاج الأغذية الصناعية الحديثة مقارنةً بالطرق السابقة بشكل كبير على النقل الحديث الرخيص والسريع ومحدودية التغير في المنتجات. لكن لا يمكن القضاء على تكاليف النقل والتأخير تماماً. لذلك كلما توتر وصول الموردين الصناعيين، فضل المستهلكين التنوع المحلي، وظلت أسواق المزارعين قادرة على المنافسة مع الأشكال الأخرى لبيع المواد الغذائية بالتجزئة. أدى طلب المستهلكين على الأطعمة الطازجة (تقضي وقتاً أقل في العبور) بدءاً من منتصف عقد 2000 والأطعمة ذات التشكيلة الأكبر-إلى نمو أسواق المزارعين كآلية لتجارة المواد الغذائية بالتجزئة.

## المنافع

### بالنسبة للمزارعين
يمكن أن توفر أسواق المزارعين للمزارعين ربحاً أكبر من البيع لتجار الجملة أو معالجات الأغذية أو مؤسسات البقالة الكبيرة. عن طريق البيع مباشرة للمستهلكين، يحتاج الإنتاج غالباً إلى نقل أقل وتداول أقل وتقليل التبريد ووقتاً أقل في التخزين. عن طريق البيع في السوق الخارجي، يُقلل أيضاً تكلفة الأراضي والمباني والإضاءة وتكييف الهواء أو القضاء عليها. يحتفظ المزارعون أيضاً بالربح على المنتجات التي لا تباع للمستهلكين، عن طريق بيع الفائض إلى مصانع التعليب ومؤسسات معالجة الأغذية الأخرى. يمكن للمزارعين في السوق الاحتفاظ بالعلاوة الكاملة لجزء من منتجاتهم، بدلاً من سعر الجملة للمعالج لكامل المجموعة. ومع ذلك يقول خبراء اقتصاديون آخرون «يوجد فوائد قليلة نسبياً من ناحية كفاءة الطاقة أو جودتها أو تكلفتها... على الرغم من أنها ليست نماذج اقتصادية جيدة».
بعض المزارعين يفضلون البساطة والفورية والشفافية واستقلال البيع المباشر للمستهلكين. إحدى الطرق التي أخذتها مجموعة الاهتمامات الخاصة بعين الاعتبار، تُشجع البرامج الزراعية المدعومة من قبل المجتمع كمشروع تمكين الغذاء. في هذا البرنامج، يدفع المستهلكون للمزارع بشكل موسمي أو شهري لتلقي صناديق الإنتاج أسبوعياً أو كل أسبوعين. بدلاً من ذلك، ربما يُطلب منهم الدفع مقابل قيمة إنتاج موسم كامل قبل موسم النمو. في كلتا الحالتين، يخاطر المستهلكون بخسارة أموالهم في حال فشل المحاصيل.

### بالنسبة للمجتمعات
من بين الفوائد التي غالباً ما توصف للمجتمعات ذات أسواق المزارعين:
- تساعد أسواق المزارعين في الحفاظ على الروابط الاجتماعية المهمة، التي تربط بين سكان الريف والمدينة وحتى الجيران المقربين في مقايضة مجزية بشكل متبادل.[9]
- تسبب حركة السوق حركة تجارية للأعمال القريبة.
- يشجع الشراء في الأسواق الانتباه إلى المنطقة المحيطة والأنشطة الجارية.
- من خلال توفير منافذ للمنتجات «المحلية»، تساعد أسواق المزارعين على خلق التميز والتفرد، والتي يمكن أن تزيد الفخر وتشجع الزوار على العودة.

انخفاض النقل والتخزين والتبريد يمكن أن يفيد المجتمعات أيضاً:
- خفض تكاليف النقل وطاقة التبريد.
- انخفاض تلوث النقل.
- انخفاض تكلفة البنية التحتية للنقل (الطرق والجسور وغيرها).
- مساحة أقل مخصصة لتخزين المواد الغذائية.[10][11]

ربما تساهم أسواق المزارعين أيضاً في طرق التوزيع المبتكر والتي تقوي المشاركة المدنية من خلال تقليل المسافات الاجتماعية بين المجتمعات الحضرية والريفية. مع وجود عدد أقل من الوسطاء، يمكن لدعم المزارعين المستقلين من قبل أفراد المجتمع المحلي تحسين الفرص الاقتصادية المحلية والصحة والعافية في المجتمعات الفقيرة.

### بالنسبة للمستهلك
ربما يؤيد بعض المستهلكين أسواق المزارعين لملاحظة:
- انخفاض النفقات العامة: القيادة، موقف السيارات، إلخ...
- الأطعمة الطازجة.
- الأطعمة الموسمية.
- الأطعمة الصحية.
- أفضل مجموعة متنوعة من الأطعمة، على سبيل المثال: الأغذية العضوية ولحوم البقر العضوي والبيض البلدي والدواجن وجبن فارمستيد اليدوي، الإرث ينتج سلالات وراثية من اللحوم والعديد من الأصناف الأقل مناعة التي لا تحبذها البقالات الكبيرة.
- مكان للقاء الجيران والدردشة وما إلى ذلك.
- مكان للاستمتاع بالمشي في الهواء الطلق أثناء الحصول على السلع اللازمة.

يبدو أن الأدلة تشير إلى أن الأسعار الإجمالية في سوق المزارعين النموذجي أقل من الأسعار في السوبر ماركت لأن عملية الإنتاج أكثر إيجازاً، إذ توجد مسافة أقل للسفر وعدد أقل من الوسطاء.

## التركيز الإقليمي

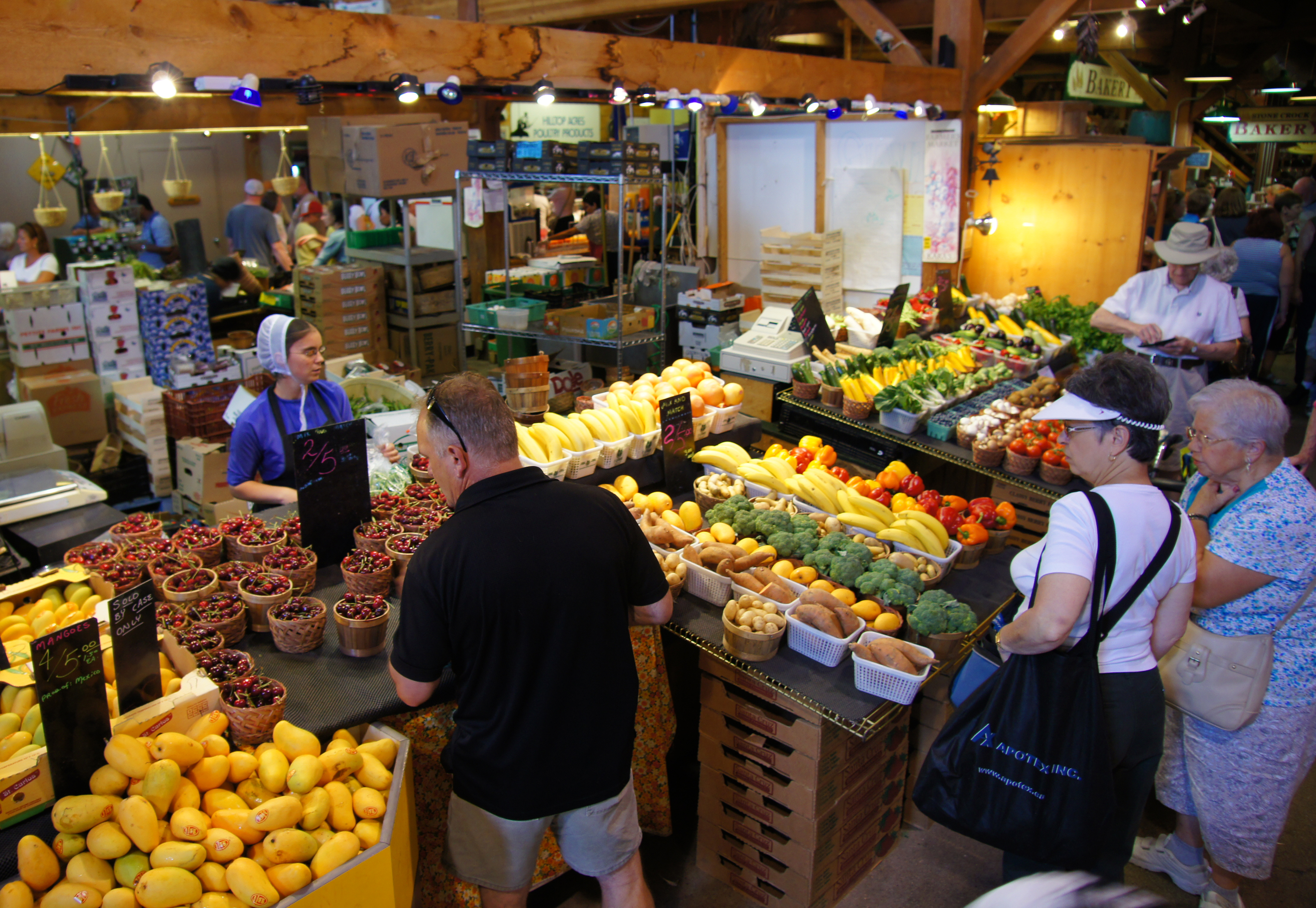
سوق سانت جاكوبز للمزارعين في مقاطعة أونتاريو الكنديَّة وهو أكبر سوق مزارعين يظل فاتحاً على مدار السنة في البلاد.

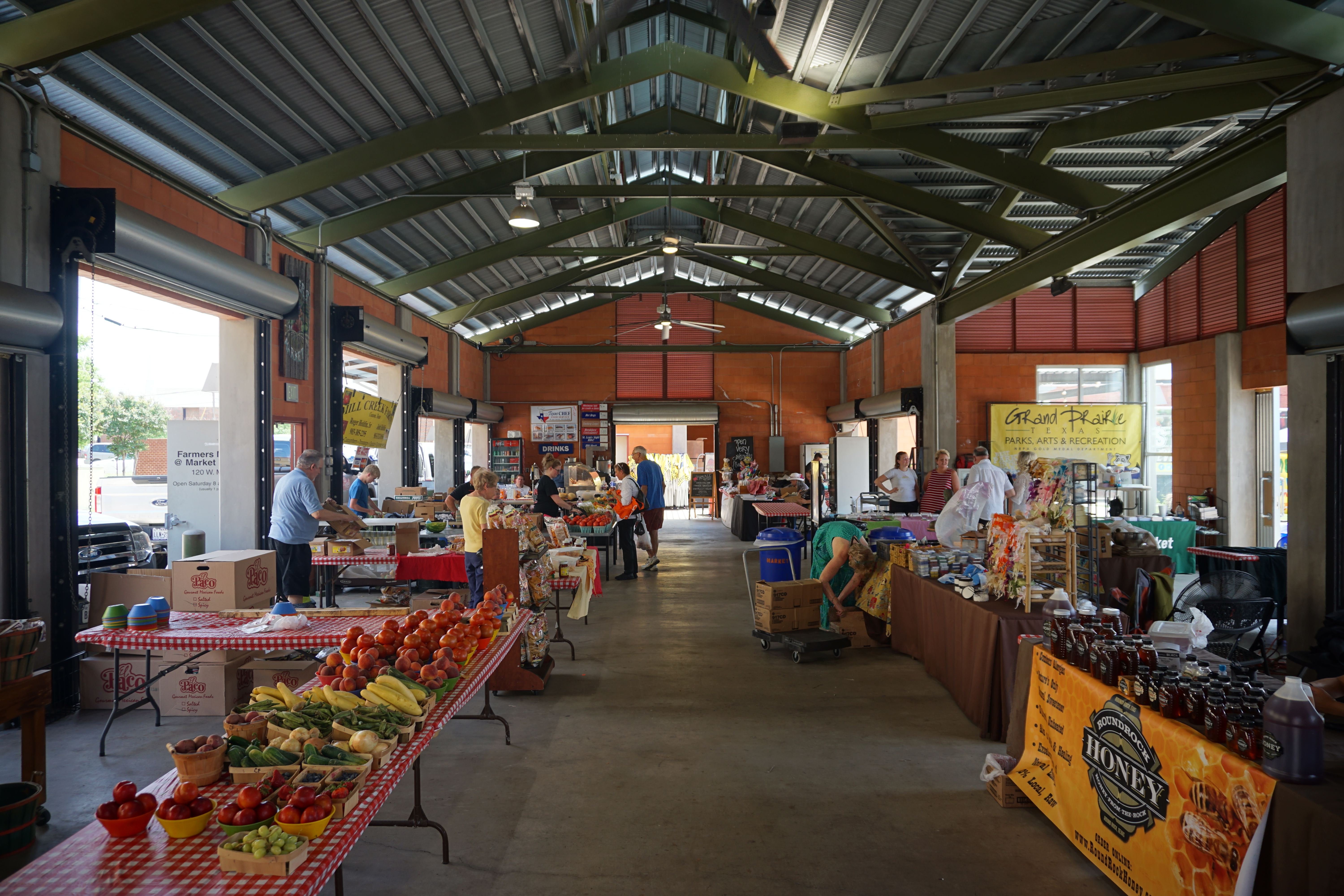
سوق مزارعين في غراند براري بولاية تكساس

### كندا والولايات المتحدة
نمت أسواق المزارعين في الولايات المتحدة من 1755 سوقاً في عام 1994 إلى 4385 سوقاً في عام 2006، وبلغ عددها 5274 سوقاً في عام 2009، ووصلت إلى 8144 سوقاً في عام 2013 ويعزى ذلك جزئياً إلى الاهتمام المتزايد بالأطعمة الصحية، وزيادة الرغبة في الحفاظ على الأصناف المحلية أو الماشية (التي قد لا يصل بعضها إلى معايير الشحن التجاري أو معايير الإنتاج) وزيادة الفهم لأهمية الحفاظ على المزارع الصغيرة المستدامة في هامش البيئات الحضرية. يوجد في مدينة نيويورك 107 أسواق للمزارعين قيد التشغيل. ويوجد في منطقة لوس أنجلوس 88 سوق للمزارعين، يدعم العديد منها الأطعمة الآسيوية والهسبانية. قدمت جميع مستويات الحكومة التمويل لأسواق المزارعين في الولايات المتحدة، على سبيل المثال من خلال البرامج الفيدرالية. تدعم البرامج في المقام الأول المشتريات في أسواق المزارعين من قبل ذوي الدخل المنخفض. من الأمثلة على ذلك برنامج أوستن المزدوج لتحفيز الدولار وبوسطن باونتي باكز وشيكاغو لينك أب وكولومبيا هايتس فيستيبوكس في واشنطن العاصمة وفريش تشكس في إيست بالو ألتو وماركت ماتش في لوس أنجلوس وميشيغان دبل أب فود باكز ونيويورك سيتي هيلث باكز وبورتلاند فريش للصرافة وسياتل فريش باكز. تعتمد هذه البرامج غالباً على دعم غير ربحي.

### المملكة المتحدة
منذ تأسيس أول سوق للمزارعين في المملكة المتحدة في عام 1997، ارتفع العدد إلى أكثر من 550 على مستوى البلاد. أدى عدد من العوامل إلى ارتفاع أسواق المزارعين في المملكة المتحدة في أواخر التسعينيات، بما في ذلك زيادة معرفة المستهلكين ونضالات المزارعين البريطانيين والمشاعر المعادية للفرنسية والمخاوف بشأن سلامة الأغذية وجودتها. قلق المستهلكون بشأن الممارسات الزراعية التي يُنتج من خلالها الغذاء ويُعالج والجوانب المتعلقة بالصحة والسلامة لأطعمة معينة. أثّر ظهور الكتب والمقالات في المجلات وبرامج الطهي والبستنة على اهتمام المستهلك بإعداد الطعام واستهلاكه.

### الاتحاد الأوروبي
نسّق الاتحاد الأوروبي الجهود الرسمية لتوسيع أسواق المزارعين للحد من مخاطر سلامة الأغذية وسوء التغذية من خلال برامج معروفة باسم «المزرعة إلى الشوكة». طوِرت «المزرعة إلى الشوكة» بثلاثة أهداف رئيسية داخل الاتحاد الأوروبي:
- لتطوير نماذج فعالة لتنفيذ وتقييم معايير سلامة الأغذية.
- للعمل دوليا مع دول العالم الثالث والمنظمات التي تدير مخاوف سلامة الأغذية.
- الامتثال لمعايير هيئة سلامة الأغذية الأوروبية للبحث وإدارتها للبحوث القائمة على العلم.[19]

### الصين
تُعرف الأسواق العامة التقليدية في المدن الصينية باسم «الأسواق المبتلة» (بالصينية: 菜市场) حيث يعمل معظم البائعين على البيع بالتجزئة. حاولت الحكومة الصينية تحويل هذه الأسواق التقليدية إلى سوبر ماركت في مشاريع التجديد الحضري. أدى ذلك إلى انخفاض هذه الأسواق في بعض المدن مثل شنغهاي. ومع ذلك تستمر الأسواق المبتلة في مدن أخرى وتهيمن على تجارة المنتجات الطازجة واللحوم. نظراً لدورها الحاسم في ضمان الأمن الغذائي الحضري، تتلقى الأسواق المبتلة دعماً متنوعاً من الحكومة المحلية.
بعد عام 2010، انتعشت أسواق المزارعين في الصين في بعض المدن الكبرى مثل بكين وشنغهاي وغوانغتشو وتشنغدو وسط أزمة سلامة الغذاء. توفر أسواق المزارعين أماكن للمزارعين البيئيين المحليين الصغار لبيع منتجاتهم داخل المدينة، ما يلبي الطلب المتزايد من الطبقة الوسطى الحضرية على أغذية عالية الجودة. ويدير العديد من باعة هذه الأسواق منظومة زراعة مدعومة من المجتمع.

## معرض صور

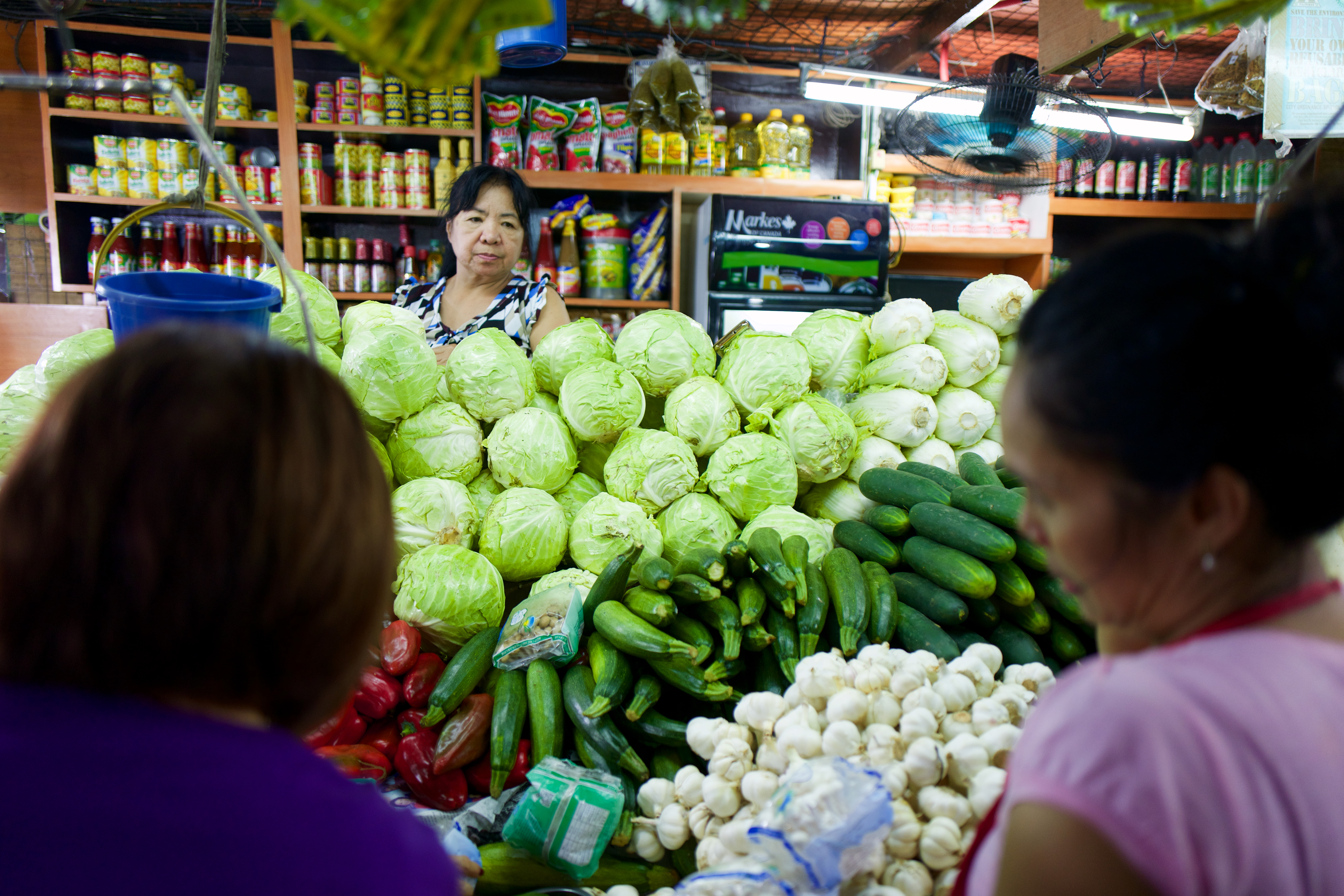
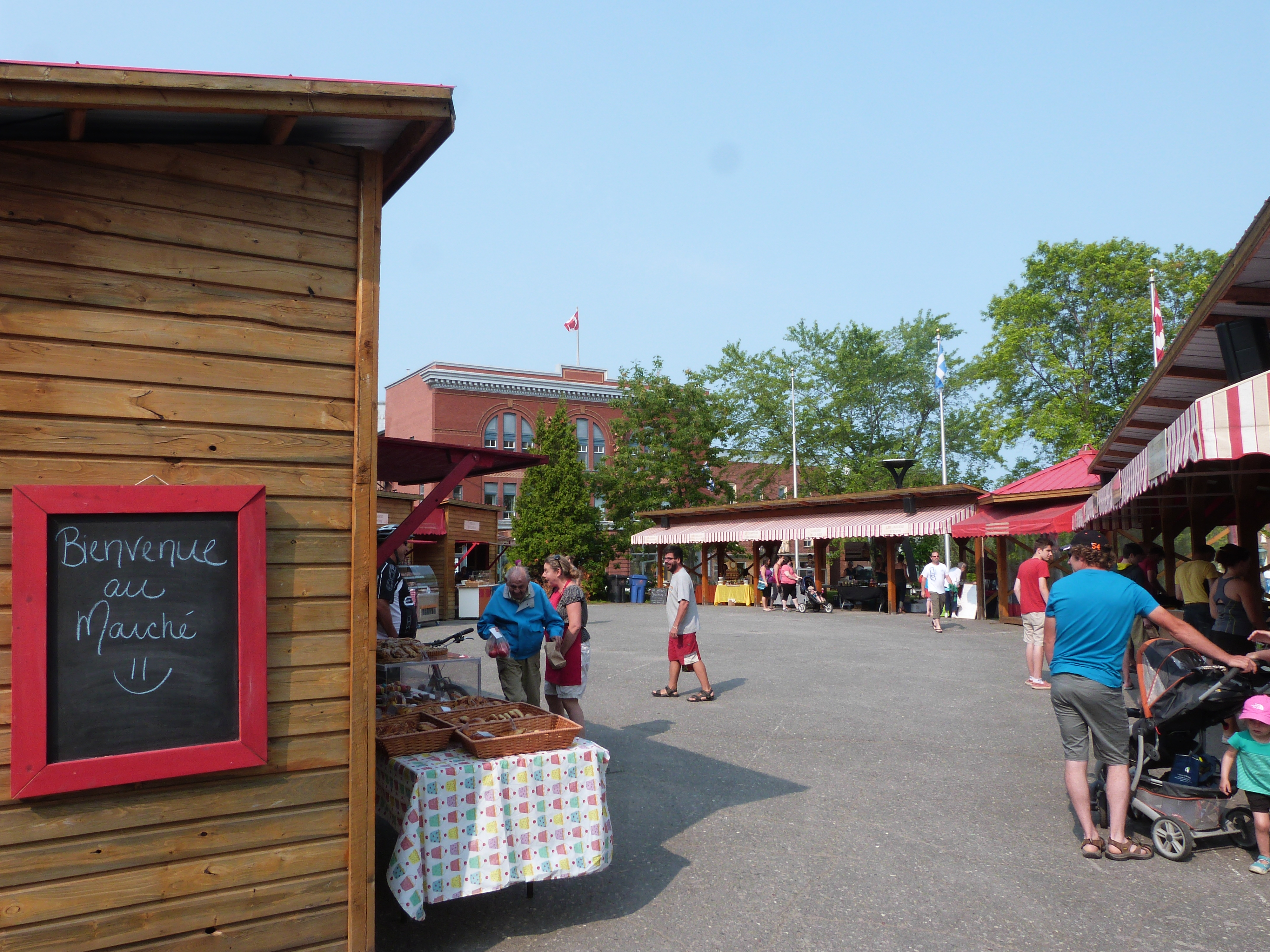
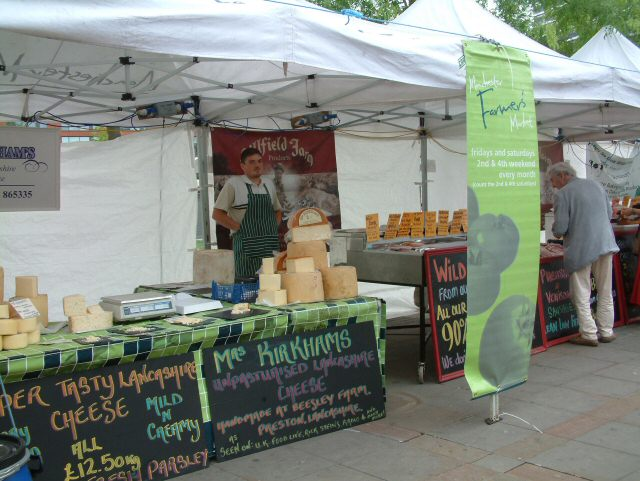
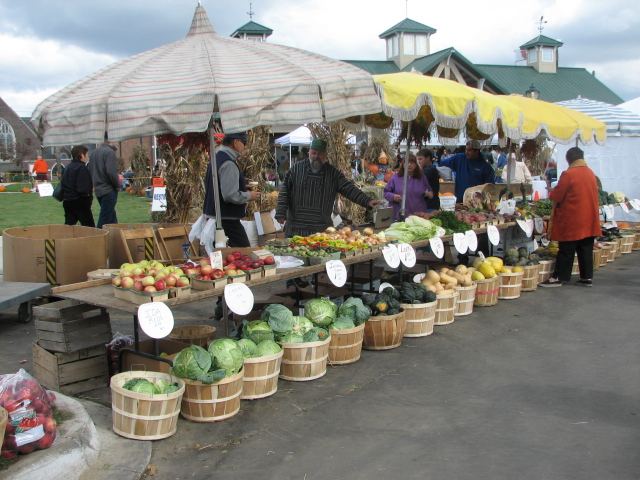